# Unicodeblock Batak
Der Unicodeblock Batak (U+1BC0 bis U+1BFF) enthält die Batak-Schrift, die von den Sprechern des Batak auf der Insel Sumatra verwendet wird. Die Schrift besteht aus zahlreichen Varianten, die in diesem Unicode-Block vereinigt wurden.

## Liste
| Unicodenummer | Zeichen (400 %) | Kategorie                               | Bidirektionale Klasse       | Offizielle Bezeichnung               | Beschreibung                    |
| ------------- | --------------- | --------------------------------------- | --------------------------- | ------------------------------------ | ------------------------------- |
| U+1BC0 (7104) | ᯀ               | anderer Buchstabe, Silbe oder Ideogramm | links nach rechts           | BATAK LETTER A                       | Batak-Buchstabe A               |
| U+1BC1 (7105) | ᯁ               | anderer Buchstabe, Silbe oder Ideogramm | links nach rechts           | BATAK LETTER SIMALUNGUN A            | Batak-Buchstabe Simalungun-A    |
| U+1BC2 (7106) | ᯂ               | anderer Buchstabe, Silbe oder Ideogramm | links nach rechts           | BATAK LETTER HA                      | Batak-Buchstabe Ha              |
| U+1BC3 (7107) | ᯃ               | anderer Buchstabe, Silbe oder Ideogramm | links nach rechts           | BATAK LETTER SIMALUNGUN HA           | Batak-Buchstabe Simalungun-Ha   |
| U+1BC4 (7108) | ᯄ               | anderer Buchstabe, Silbe oder Ideogramm | links nach rechts           | BATAK LETTER MANDAILING HA           | Batak-Buchstabe Mandailing-Ha   |
| U+1BC5 (7109) | ᯅ               | anderer Buchstabe, Silbe oder Ideogramm | links nach rechts           | BATAK LETTER BA                      | Batak-Buchstabe Ba              |
| U+1BC6 (7110) | ᯆ               | anderer Buchstabe, Silbe oder Ideogramm | links nach rechts           | BATAK LETTER KARO BA                 | Batak-Buchstabe Karo-Ba         |
| U+1BC7 (7111) | ᯇ               | anderer Buchstabe, Silbe oder Ideogramm | links nach rechts           | BATAK LETTER PA                      | Batak-Buchstabe Pa              |
| U+1BC8 (7112) | ᯈ               | anderer Buchstabe, Silbe oder Ideogramm | links nach rechts           | BATAK LETTER SIMALUNGUN PA           | Batak-Buchstabe Simalungun-Pa   |
| U+1BC9 (7113) | ᯉ               | anderer Buchstabe, Silbe oder Ideogramm | links nach rechts           | BATAK LETTER NA                      | Batak-Buchstabe Na              |
| U+1BCA (7114) | ᯊ               | anderer Buchstabe, Silbe oder Ideogramm | links nach rechts           | BATAK LETTER MANDAILING NA           | Batak-Buchstabe Mandailing-Na   |
| U+1BCB (7115) | ᯋ               | anderer Buchstabe, Silbe oder Ideogramm | links nach rechts           | BATAK LETTER WA                      | Batak-Buchstabe Wa              |
| U+1BCC (7116) | ᯌ               | anderer Buchstabe, Silbe oder Ideogramm | links nach rechts           | BATAK LETTER SIMALUNGUN WA           | Batak-Buchstabe Simalungun-Wa   |
| U+1BCD (7117) | ᯍ               | anderer Buchstabe, Silbe oder Ideogramm | links nach rechts           | BATAK LETTER PAKPAK WA               | Batak-Buchstabe Pakpak-Wa       |
| U+1BCE (7118) | ᯎ               | anderer Buchstabe, Silbe oder Ideogramm | links nach rechts           | BATAK LETTER GA                      | Batak-Buchstabe Ga              |
| U+1BCF (7119) | ᯏ               | anderer Buchstabe, Silbe oder Ideogramm | links nach rechts           | BATAK LETTER SIMALUNGUN GA           | Batak-Buchstabe Simalungun-Ga   |
| U+1BD0 (7120) | ᯐ               | anderer Buchstabe, Silbe oder Ideogramm | links nach rechts           | BATAK LETTER JA                      | Batak-Buchstabe Ja              |
| U+1BD1 (7121) | ᯑ               | anderer Buchstabe, Silbe oder Ideogramm | links nach rechts           | BATAK LETTER DA                      | Batak-Buchstabe Da              |
| U+1BD2 (7122) | ᯒ               | anderer Buchstabe, Silbe oder Ideogramm | links nach rechts           | BATAK LETTER RA                      | Batak-Buchstabe Ra              |
| U+1BD3 (7123) | ᯓ               | anderer Buchstabe, Silbe oder Ideogramm | links nach rechts           | BATAK LETTER SIMALUNGUN RA           | Batak-Buchstabe Simalungun-Ra   |
| U+1BD4 (7124) | ᯔ               | anderer Buchstabe, Silbe oder Ideogramm | links nach rechts           | BATAK LETTER MA                      | Batak-Buchstabe Ma              |
| U+1BD5 (7125) | ᯕ               | anderer Buchstabe, Silbe oder Ideogramm | links nach rechts           | BATAK LETTER SIMALUNGUN MA           | Batak-Buchstabe Simalungun-Ma   |
| U+1BD6 (7126) | ᯖ               | anderer Buchstabe, Silbe oder Ideogramm | links nach rechts           | BATAK LETTER SOUTHERN TA             | Batak-Buchstabe südliches Ta    |
| U+1BD7 (7127) | ᯗ               | anderer Buchstabe, Silbe oder Ideogramm | links nach rechts           | BATAK LETTER NORTHERN TA             | Batak-Buchstabe nördliches Ta   |
| U+1BD8 (7128) | ᯘ               | anderer Buchstabe, Silbe oder Ideogramm | links nach rechts           | BATAK LETTER SA                      | Batak-Buchstabe Sa              |
| U+1BD9 (7129) | ᯙ               | anderer Buchstabe, Silbe oder Ideogramm | links nach rechts           | BATAK LETTER SIMALUNGUN SA           | Batak-Buchstabe Simalungun-Sa   |
| U+1BDA (7130) | ᯚ               | anderer Buchstabe, Silbe oder Ideogramm | links nach rechts           | BATAK LETTER MANDAILING SA           | Batak-Buchstabe Mandailing-Sa   |
| U+1BDB (7131) | ᯛ               | anderer Buchstabe, Silbe oder Ideogramm | links nach rechts           | BATAK LETTER YA                      | Batak-Buchstabe Ya              |
| U+1BDC (7132) | ᯜ               | anderer Buchstabe, Silbe oder Ideogramm | links nach rechts           | BATAK LETTER SIMALUNGUN YA           | Batak-Buchstabe Simalungun-Ya   |
| U+1BDD (7133) | ᯝ               | anderer Buchstabe, Silbe oder Ideogramm | links nach rechts           | BATAK LETTER NGA                     | Batak-Buchstabe Nga             |
| U+1BDE (7134) | ᯞ               | anderer Buchstabe, Silbe oder Ideogramm | links nach rechts           | BATAK LETTER LA                      | Batak-Buchstabe La              |
| U+1BDF (7135) | ᯟ               | anderer Buchstabe, Silbe oder Ideogramm | links nach rechts           | BATAK LETTER SIMALUNGUN LA           | Batak-Buchstabe Simalungun-La   |
| U+1BE0 (7136) | ᯠ               | anderer Buchstabe, Silbe oder Ideogramm | links nach rechts           | BATAK LETTER NYA                     | Batak-Buchstabe Nya             |
| U+1BE1 (7137) | ᯡ               | anderer Buchstabe, Silbe oder Ideogramm | links nach rechts           | BATAK LETTER CA                      | Batak-Buchstabe Ca              |
| U+1BE2 (7138) | ᯢ               | anderer Buchstabe, Silbe oder Ideogramm | links nach rechts           | BATAK LETTER NDA                     | Batak-Buchstabe Nda             |
| U+1BE3 (7139) | ᯣ               | anderer Buchstabe, Silbe oder Ideogramm | links nach rechts           | BATAK LETTER MBA                     | Batak-Buchstabe Mba             |
| U+1BE4 (7140) | ᯤ               | anderer Buchstabe, Silbe oder Ideogramm | links nach rechts           | BATAK LETTER I                       | Batak-Buchstabe I               |
| U+1BE5 (7141) | ᯥ               | anderer Buchstabe, Silbe oder Ideogramm | links nach rechts           | BATAK LETTER U                       | Batak-Buchstabe U               |
| U+1BE6 (7142) | ᯦                | Markierung ohne Extrabreite             | Markierung ohne Extrabreite | BATAK SIGN TOMPI                     | Batak-Zeichen Tompi             |
| U+1BE7 (7143) | ᯧ                | Markierung mit Extrabreite              | links nach rechts           | BATAK VOWEL SIGN E                   | Batak-Vokalzeichen E            |
| U+1BE8 (7144) | ᯨ                | Markierung ohne Extrabreite             | Markierung ohne Extrabreite | BATAK VOWEL SIGN PAKPAK E            | Batak-Vokalzeichen Pakpak-E     |
| U+1BE9 (7145) | ᯩ                | Markierung ohne Extrabreite             | Markierung ohne Extrabreite | BATAK VOWEL SIGN EE                  | Batak-Vokalzeichen Ee           |
| U+1BEA (7146) | ᯪ                | Markierung mit Extrabreite              | links nach rechts           | BATAK VOWEL SIGN I                   | Batak-Vokalzeichen I            |
| U+1BEB (7147) | ᯫ                | Markierung mit Extrabreite              | links nach rechts           | BATAK VOWEL SIGN KARO I              | Batak-Vokalzeichen Karo-I       |
| U+1BEC (7148) | ᯬ                | Markierung mit Extrabreite              | links nach rechts           | BATAK VOWEL SIGN O                   | Batak-Vokalzeichen O            |
| U+1BED (7149) | ᯭ                | Markierung ohne Extrabreite             | Markierung ohne Extrabreite | BATAK VOWEL SIGN KARO O              | Batak-Vokalzeichen Karo-O       |
| U+1BEE (7150) | ᯮ                | Markierung mit Extrabreite              | links nach rechts           | BATAK VOWEL SIGN U                   | Batak-Vokalzeichen U            |
| U+1BEF (7151) | ᯯ                | Markierung ohne Extrabreite             | Markierung ohne Extrabreite | BATAK VOWEL SIGN U FOR SIMALUNGUN SA | Batak-Vokalzeichen Su           |
| U+1BF0 (7152) | ᯰ                | Markierung ohne Extrabreite             | Markierung ohne Extrabreite | BATAK CONSONANT SIGN NG              | Batak-Konsonantzeichen Ng       |
| U+1BF1 (7153) | ᯱ                | Markierung ohne Extrabreite             | Markierung ohne Extrabreite | BATAK CONSONANT SIGN H               | Batak-Konsonantzeichen H        |
| U+1BF2 (7154) | ᯲                | Markierung mit Extrabreite              | links nach rechts           | BATAK PANGOLAT                       | Batak-Zeichen südliches Virama  |
| U+1BF3 (7155) | ᯳                | Markierung mit Extrabreite              | links nach rechts           | BATAK PANONGONAN                     | Batak-Zeichen nördliches Virama |
| U+1BFC (7164) | ᯼               | andere Interpunktion                    | links nach rechts           | BATAK SYMBOL BINDU NA METEK          | Batak-Symbol Bindu Na Metek     |
| U+1BFD (7165) | ᯽               | andere Interpunktion                    | links nach rechts           | BATAK SYMBOL BINDU PINARBORAS        | Batak-Symbol Bindu Pinarboras   |
| U+1BFE (7166) | ᯾               | andere Interpunktion                    | links nach rechts           | BATAK SYMBOL BINDU JUDUL             | Batak-Symbol Bindu Judul        |
| U+1BFF (7167) | ᯿               | andere Interpunktion                    | links nach rechts           | BATAK SYMBOL BINDU PANGOLAT          | Batak-Symbol Bindu Pangolat     |